# WWE Draft 2024
WWE Draft 2024 był osiemnastym draftem amerykańskiej federacji wrestlingu World Wrestling Entertainment. Odbył się 26 kwietnia podczas odcinka programu WWE SmackDown w Heritage Bank Center w Cincinnati w stanie Ohio i był emitowany na żywo za pośrednictwem stacji Fox oraz 29 kwietnia podczas odcinka programu WWE Raw w T-Mobile Center w Kansas City w stanie Missouri i był emitowany na żywo za pośrednictwem stacji USA Network. Był to także pierwszy draft w WWE pod szyldem TKO Group Holdings. Wyniki draftu zaczęły obowiązywać 6 maja 2024 roku.

## Produkcja

### Tło
WWE Draft to proces stosowany przez amerykańską promocję wrestlingu WWE podczas podziału na brandy. Pierwotny podział miał miejsce w latach 2002–2011, podczas gdy drugi i obecny podział rozpoczął się w 2016 roku. Podczas podziału firma dzieli swój roster na tak zwane brandy, a zapaśnicy występują wyłącznie w programach telewizyjnych każdego brandu, aczkolwiek z pewnymi wyjątkami. Wersja robocza służy do odświeżenia składów dywizji brandów, zazwyczaj pomiędzy brandami Raw i SmackDown, które są uważane za główny roster. Od 2016 roku zapaśnicy z rozwojowego brandu WWE, NXT, mogą zostać powołani do draftu na Raw lub SmackDown.
Podczas występu w podcaście Impaulsive wrestlera WWE Logana Paula 5 kwietnia 2024 roku, Chief Content Officer WWE Triple H ujawnił, że draft na 2024 rok jest nieuchronny. Zaledwie trzy dni później, 8 kwietnia, projekt został potwierdzony na odcinki z 26 i 29 kwietnia odpowiednio Friday Night SmackDown na Fox i Monday Night Raw na USA Network. Wyniki draftu wejdą w życie 6 maja, dwa dni po gali Backlash France w systemie pay-per-view i transmisji na żywo.

## Przebieg draftu
Pule draftu ogłoszono 24 kwietnia 2024 roku. Ogłoszono również, że obecni mistrzowie Raw i SmackDown – World Heavyweight Champion Damian Priest, Women’s World Championka Becky Lynch, Intercontinental Champion Sami Zayn i World Tag Team Championi Awesome Truth (The Miz i R-Truth) z Raw i Undisputed WWE Universal Champion Cody Rhodes, WWE Women’s Championka Bayley, United States Champion Logan Paul i WWE Tag Team Championi A-Town Down Under (Austin Theory i Grayson Waller) ze SmackDown – nie kwalifikowali się do draftu i pozostaną przy odpowiednich brandach. Podczas gdy WWE Women’s Tag Team Championship nadal będzie kwalifikować się do draftu dla pretendentów ze wszystkich trzech brandów, obecne mistrzynie The Kabuki Warriors (Asuka i Kairi Sane) nadal będą kwalifikować się do draftu, ponieważ zostaną przydzielone do brandu, który ich wybierze, po straceniu tytułu.

### Część 1:SmackDown(26 kwietnia)
W części 1 odbyły się cztery rundy draftu, w których każda marka otrzymała po dwa wybory w każdej rundzie; SmackDown był pierwszy, ponieważ część 1 odbyła się jako nocny odcinek SmackDown. Wybory w drafcie zostały ogłoszone przez różnych Hall of Famerów WWE, weteranów i wrestlerów. W pierwszej rundzie Undisputed WWE Universal Champion Cody Rhodes ogłosił wybory SmackDown, podczas gdy Hall of Famer i WWE CCO Triple H ogłosił wybory Raw. Druga runda została ogłoszona przez weterankę kobiecego wrestlingu Michelle McCool dla SmackDown i Hall of Famer Torrie Wilson dla Raw. Trzecia runda została ogłoszona przez Hall of Famerów The Dudley Boyz (Bubba Ray Dudley i D-Von Dudley), przy czym Bubba ogłosił SmackDown, a D-Von ogłosił Raw. Czwarta i ostatnia runda została ogłoszona przez Hall of Famerów Teddy’ Longa dla SmackDown i Johna "Bradshawa" Layfielda dla Raw.
| Runda | Wybór brandu # | Wybór # | Zawodnik                                                       | Brand przed draftem | Brand po drafcie | Rola                      |
| ----- | -------------- | ------- | -------------------------------------------------------------- | ------------------- | ---------------- | ------------------------- |
| 1     | 1              | 1       | Bianca Belair                                                  | SmackDown           | SmackDown        | Wrestlerka                |
| 1     | 1              | 2       | Jey Uso                                                        | Raw                 | Raw              | Wrestler                  |
| 1     | 2              | 3       | Carmelo Hayes                                                  | NXT                 | SmackDown        | Wrestler                  |
| 1     | 2              | 4       | Seth „Freakin” Rollins                                         | Raw                 | Raw              | Wrestler                  |
| 2     | 3              | 5       | Randy Orton                                                    | SmackDown           | SmackDown        | Wrestler                  |
| 2     | 3              | 6       | Bron Breakker                                                  | SmackDown           | Raw              | Wrestler                  |
| 2     | 4              | 7       | Nia Jax                                                        | Raw                 | SmackDown        | Wrestlerka                |
| 2     | 4              | 8       | Liv Morgan                                                     | Raw                 | Raw              | Wrestlerka                |
| 3     | 5              | 9       | LA Knight                                                      | SmackDown           | SmackDown        | Wrestler                  |
| 3     | 5              | 10      | Ricochet                                                       | Raw                 | Raw              | Wrestler                  |
| 3     | 6              | 11      | The Bloodline (Solo Sikoa, Tama Tonga i Paul Heyman)           | SmackDown           | SmackDown        | Męski tag team i menedżer |
| 3     | 6              | 12      | Sheamus                                                        | SmackDown           | Raw              | Wrestler                  |
| 4     | 7              | 13      | AJ Styles                                                      | SmackDown           | SmackDown        | Wrestler                  |
| 4     | 7              | 14      | Alpha Academy (Chad Gable, Otis, Akira Tozawa i Maxxine Dupri) | Raw                 | Raw              | Mieszana stajnia          |
| 4     | 8              | 15      | Andrade                                                        | Raw                 | SmackDown        | Wrestler                  |
| 4     | 8              | 16      | Kiana James                                                    | NXT                 | Raw              | Wrestlerka                |

#### Dodatkowe wybory pierwszej nocy
Ci wrestlerzy zostali uwzględnieni w puli draftu pierwszej nocy, ale nie zostali zdraftowani. Ich wybrane brandy zostały ujawnione na platformach mediów społecznościowych WWE po tym, jak SmackDown zniknęło z anteny.
| Zawodnik                                                  | Brand przed draftem | Brand po drafcie | Rola             |
| --------------------------------------------------------- | ------------------- | ---------------- | ---------------- |
| Alba Fyre i Isla Dawn                                     | SmackDown           | Raw              | Żeński tag team  |
| Baron Corbin                                              | NXT                 | SmackDown        | Wrestler         |
| Cedric Alexander i Ashante „Thee” Adonis                  | SmackDown           | SmackDown        | Męski tag team   |
| Ivar                                                      | Raw                 | Raw              | Wrestler         |
| Shayna Baszler                                            | Raw                 | Raw              | Wrestlerka       |
| The O.C. (Luke Gallows, Karl Anderson i „Michin” Mia Yim) | SmackDown           | SmackDown        | Mieszana stajnia |
| Zoey Stark                                                | Raw                 | Raw              | Wrestlerka       |

### Część 2:Raw(29 kwietnia)
W części 2 odbyło się sześć rund draftu, w których każda marka otrzymała po dwa wybory w każdej rundzie; Raw było pierwsze, ponieważ część 2 odbyła się jako nocny odcinek Raw. Wybory w drafcie zostały ogłoszone przez różnych Hall of Famerów, weteranów, wrestlerów, a także celebrytów. Zarówno Raw, jak i SmackDown w pierwszej rundzie zostały ogłoszone przez Stephanie McMahon. Youtuber i raper iShowSpeed ogłosił wybory drugiej rundy Raw, podczas gdy wybory SmackDown zostały ogłoszone przez mistrza Stanów Zjednoczonych Logana Paula. Wybory trzeciej rundy zostały ogłoszone przez Hall of Famerów Johna "Bradshawa" Layfielda i Rona Simmonsa z Acolytes Protection Agency, przy czym Bradshaw ogłosił wybory Raw, a Simmons SmackDown. Wybory czwartej rundy zostały ogłoszone przez Hall of Famerów Teddy’ego Longa i Alundrę Blayze, przy czym Long ogłosił wybory Raw, a Blayze ogłosił wybory SmackDown. Hall of Famerzy The Dudley Boyz (Bubba Ray Dudley i D-Von Dudley) powrócili, aby ogłosić wybory piątej rundy, przy czym Bubba ogłosił wybory Raw, a D-Von ogłosił wybory SmackDown. Szósta i ostatnia runda została ogłoszona przez Generalnych Menadżerów Raw i SmackDown, Adama Pearce’a i Nicka Aldisa.
| Runda | Wybór brandu # | Wybór # | Zawodnik                                                                                           | Brand przed draftem | Brand po drafcie | Rola                                                          |
| ----- | -------------- | ------- | -------------------------------------------------------------------------------------------------- | ------------------- | ---------------- | ------------------------------------------------------------- |
| 1     | 1              | 1       | Imperium (Gunther i Ludwig Kaiser)                                                                 | Raw                 | Raw              | Męski tag team                                                |
| 1     | 1              | 2       | Jade Cargill                                                                                       | SmackDown           | SmackDown        | Wrestlerka                                                    |
| 1     | 2              | 3       | Damage CTRL (Dakota Kai, Iyo Sky, Asuka i Kairi Sane)                                              | SmackDown           | Raw              | Żeńska stajnia WWE Women’s Tag Team Championki (Asuka i Sane) |
| 1     | 2              | 4       | Kevin Owens                                                                                        | SmackDown           | SmackDown        | Wrestler                                                      |
| 2     | 3              | 5       | CM Punk                                                                                            | Raw                 | Raw              | Wrestler                                                      |
| 2     | 3              | 6       | The Pride (Bobby Lashley, Angelo Dawkins, Montez Ford i B-Fab)                                     | SmackDown           | SmackDown        | Mieszana stajnia                                              |
| 2     | 4              | 7       | Braun Strowman                                                                                     | Raw                 | Raw              | Wrestler                                                      |
| 2     | 4              | 8       | Tiffany Stratton                                                                                   | SmackDown           | SmackDown        | Wrestlerka                                                    |
| 3     | 5              | 9       | Latino World Order (Rey Mysterio, Dragon Lee, Joaquin Wilde, Cruz Del Toro, Zelina Vega i Carlito) | SmackDown           | Raw              | Mieszana stajnia                                              |
| 3     | 5              | 10      | Legado Del Fantasma (Santos Escobar, Angel, Berto i Elektra Lopez)                                 | SmackDown           | SmackDown        | Mieszana stajnia                                              |
| 3     | 6              | 11      | Drew McIntyre                                                                                      | Raw                 | Raw              | Wrestler                                                      |
| 3     | 6              | 12      | Shinsuke Nakamura                                                                                  | Raw                 | SmackDown        | Wrestler                                                      |
| 4     | 7              | 13      | The Judgment Day (Finn Bálor, „Dirty” Dominik Mysterio i JD McDonagh)                              | Raw                 | Raw              | Męska stajnia                                                 |
| 4     | 7              | 14      | Naomi                                                                                              | SmackDown           | SmackDown        | Wrestlerka                                                    |
| 4     | 8              | 15      | Ilja Dragunov                                                                                      | NXT                 | Raw              | Wrestler                                                      |
| 4     | 8              | 16      | Chelsea Green i Piper Niven                                                                        | Raw                 | SmackDown        | Żeński tag team                                               |
| 5     | 9              | 17      | The New Day (Kofi Kingston i Xavier Woods)                                                         | Raw                 | Raw              | Męski tag team                                                |
| 5     | 9              | 18      | Pretty Deadly (Kit Wilson i Elton Prince)                                                          | SmackDown           | SmackDown        | Męski tag team                                                |
| 5     | 10             | 19      | Lyra Valkyria                                                                                      | NXT                 | Raw              | Wrestlerka                                                    |
| 5     | 10             | 20      | Candice LeRae i Indi Hartwell                                                                      | Raw                 | SmackDown        | Żeński tag team                                               |
| 6     | 11             | 21      | The Final Testament (Karrion Kross, Akam, Rezar, Scarlett i Paul Ellering)                         | SmackDown           | Raw              | Mieszana stajnie i menedżerowie                               |
| 6     | 11             | 22      | #DIY (Johnny Gargano i Tommaso Ciampa)                                                             | Raw                 | SmackDown        | Male tag team                                                 |
| 6     | 12             | 23      | Bronson Reed                                                                                       | Raw                 | Raw              | Wrestler                                                      |
| 6     | 12             | 24      | Blair Davenport                                                                                    | NXT                 | SmackDown        | Wrestlerka                                                    |

#### Dodatkowe wybory drugiej nocy
Ci wrestlerzy zostali uwzględnieni w puli draftu drugiej nocy, ale nie zostali zdraftowani. Ich wybrane brandy zostały ujawnione na platformach mediów społecznościowych WWE po tym, jak Raw znikneło z anteny.
| Zawodnik                                             | Brand przed draftem | Brand po drafcie | Rola             |
| ---------------------------------------------------- | ------------------- | ---------------- | ---------------- |
| Apollo Crews                                         | Raw                 | SmackDown        | Wrestler         |
| Diamond Mine (Brutus Creed, Julius Creed i Ivy Nile) | Raw                 | Raw              | Mieszana stajnia |
| Giovanni Vinci                                       | Raw                 | SmackDown        | Wrestler         |
| Kayden Carter i Katana Chance                        | Raw                 | Raw              | Żeński tag team  |
| Natalya                                              | Raw                 | Raw              | Wrestlerka       |
| New Catch Republic (Pete Dunne i Tyler Bate)         | SmackDown           | Raw              | Męski tag team   |

### Nieprzypisani
Kilku wrestlerów nie zostało uwzględnionych w żadnej z puli draftu i z kolei zostało wolnymi agentami z powodu kontuzji lub braku aktywności.
| Zawodnik              | Brand przed draftem | Powód, dla którego zawodnik nie był częścią draftu | Status po powrocie | Data powrotu        | Rola                | Dodatkowe informacje |
| --------------------- | ------------------- | --- | ------------------ | ------------------- | ------------------- | --- |
| Brock Lesnar          | Wolny agent         | Nieaktywny ze względu na zarzuty w związku ze skandalem Vince’a McMahona i został bezpośrednio wymieniony w zmienionym pozwie w styczniu 2025 roku.                                                  | Wolny agent        | 6 kwietnia 2024     | Wrestler            | Ostatnio wystąpił na SummerSlam. Po drafcie pozostał wynieniony jako wolny agent. Powrócił na SummerSlam 3 sierpnia 2025 roku. |
| Omos i MVP            | Wolni agenci        | Nieaktywni z powodu nieznanych przyczyn | Wolni agenci       | 6 kwietnia 2024     | Wrestler i menedżer | Ostatnio wystąpili 5 kwietnia 2024 na odcinku SmackDown. Po drafcie pozostali wynienieni jako wolni agenci. MVP opuścił WWE wkrótce po drafcie i został podpisany przez konkurencyjną promocję All Elite Wrestling (AEW) we wrześniu 2024 roku. Omos następnie zaczął występować w japońskiej promocji Pro Wrestling Noah w grudniu 2024 roku, ale opuścił ją w styczniu 2025 roku, aby powrócić do WWE. |
| Rhea Ripley           | Raw                 | Nieaktywna z powodu kontuzji ramienia | Raw                | 6 kwietnia 2024     | Wrestlerka          | Ostatnio wystąpiła 15 kwietnia 2024 na odcinku Raw. Po drafcie pozostała wynieniena jako część brandu Raw. Powróciła 8 lipca 2024 roku na odcinku Raw. |
| Sonya Deville         | Raw                 | Nieaktywna z powodu zerwania więzadła krzyżowego | Raw                | 20 kwietnia 2024    | Wrestlerka          | Ostatnio wystąpiła 28 lipca 2023 na odcinku SmackDown. Powróciła 20 maja 2024 roku na odcinku Raw. |
| Dexter Lumis          | Raw                 | Nieaktywny z powodu nieznanych przyczyn | Raw                | 17 czerwca 2024     | Wrestler            | Ostatnio wystąpił 1 czerwca 2023 na odcinku Main Event. Powrócił 17 czerwca 2024 na odcinku Raw. |
| Nikki Cross           | Raw                 | Nieaktywna z powodu nieznanych przyczyn | Raw                | 17 czerwca 2024     | Wrestlerka          | Ostatnio wystąpiła 12 lutego 2024 na odcinku Raw. Powróciła 17 czerwca 2024 na odcinku Raw. |
| Bo Dallas/Uncle Howdy | SmackDown           | Pierwotnie był nieaktywny z powodu nieobecności Braya Wyatta, ale wziął dłuższy urlop po śmierci Wyatta w sierpniu 2023 roku.                                                                        | Raw                | 17 czerwca 2024     | Wrestler            | Ostatnio wystąpił 3 marca 2023 na odcinku SmackDown. Powrócił 17 czerwca 2024 na odcinku Raw. |
| Roman Reigns          | SmackDown           | Pierwotnie włączony do puli draftu The Bloodline na pierwszej nocy, ale jego specjalny doradca Paul Heyman wycofał Reignsa przed dokonaniem selekcji do draftu z powodu zamieszania w The Bloodline. | SmackDown          | 3 sierpnia 2024     | Wrestler            | Ostatnio wystąpił podczas drugiej nocy WrestleManii XL. Powrócił 3 sierpnia 2024 na SummerSlam. |
| Jimmy Uso             | SmackDown           | Nieaktywny z powodu nieznanej kontuzji | SmackDown          | 5 października 2024 | Wrestler            | Ostatnio wystąpił 12 kwietnia 2024 na odcinku SmackDown. Powrócił 5 października 2024 na Bad Blood. |
| Raquel Rodriguez      | Raw                 | Nieaktywna z powodu zespołu aktywacji komórek tucznych | Raw                | 5 października 2024 | Wrestlerka          | Ostatnio wystąpiła 26 lutego 2024 na odcinku Raw. Powróciła 5 października 2024 na Bad Blood. |
| Erik                  | Raw                 | Nieaktywny z powodu kontuzji szyi | Raw                | 7 października 2024 | Wrestler            | Ostatnio wystąpił 14 września 2023 na odcinku Main Event. Powrócił z Ivarem pod zmienioną nazwą War Raiders na odcinku Raw z 14 października 2024. |
| Shotzi                | SmackDown           | Nieaktywna z powodu kontuzji kolana | NXT                | 10 grudnia 2024     | Wrestlerka          | Ostatnio wystąpiła 20 lutego 2024 na odcinku NXT. Powróciła 10 grudnia 2024 na odcinku NXT. |
| Charlotte Flair       | SmackDown           | Nieaktywna z powodu kontuzji kolana | SmackDown          | 1 lutego 2025       | Wrestlerka          | Ostatnio wystąpiła 8 grudnia 2023 na odcinku SmackDown. Na odcinku SmackDown z 17 stycznia 2025, Flair pojawiła się w winiecie zapowiadającej jej powrót do rywalizacji na ringu. Powróciła na Royal Rumble 1 lutego 2025 roku. |
| Alexa Bliss           | Raw                 | Nieaktywna z powodu ciąży | SmackDown          | 1 lutego 2025       | Wrestlerka          | Ostatnio wystąpiła na Royal Rumble 2023. Powróciła na Royal Rumble 1 lutego 2025 roku, a następnie została przydzielona do SmackDown 7 lutego. |
| Carmella              | Raw                 | Nieaktywna z powodu ciąży | Zwolniona          | 21 lutego 2025      | Wrestlerka          | Ostatnio wystąpiła 31 marca 2023 na ujawnieniu stage’u WrestleManii 39. Jej kontrakt z WWE wygasł w lutym 2025 roku i nie został przedłużony. |
| Valhalla              | Raw                 | Nieaktywna z powodu ciąży | Zwolniona          | 2 czerwca 2025      | Wrestlerka          | Ostatnio wystąpiła 4 marca 2024 na odcinku Raw. Jej kontrakt z WWE wygasł w czerwcu 2025 roku i nie został przedłużony. |
| Tamina                | SmackDown           | Nieaktywna z powodu nieznanych przyczyn |                    |                     | Wrestlerka          | Ostatnio wystąpiła 2 marca 2023 na odcinku Main Event. Usunięta z aktywnego składu w lipcu 2024 roku. |

## Po drafcie

### Ruchy i zmiany po drafcie
Główni wrestlerzy nadal będą pojawiać się w NXT, a prezes WWE Nick Khan stwierdził, że to przejście talentów z Raw i SmackDown do NXT było zamierzone, ponieważ powiedział, że NXT ma potencjał, aby ponownie stać się trzecią marką WWE, jednocześnie rozwijając młodszych wrestlerów. W międzyczasie WWE rozpoczęło szerszą wymianę talentów z Total Nonstop Action Wrestling (TNA). Kilku wrestlerów TNA pojawiło się później w cotygodniowych serialach telewizyjnych NXT i wydarzeniach transmitowanych na żywo.
| Zawodnik                                 | Brand przed przejściem | Brand po przejściu | Data                 | Rola           |
| ---------------------------------------- | ---------------------- | ------------------ | -------------------- | -------------- |
| Mike Rome                                | SmackDown              | NXT                | 8 maja 2024          | Spiker         |
| Alicia Taylor                            | NXT                    | SmackDown          | 8 maja 2024          | Spikerka       |
| Joe Gacy                                 | NXT                    | Raw                | 17 czerwca 2024      | Wrestler       |
| Erick Rowan                              | Wolny agent            | Raw                | 17 czerwca 2024      | Wrestler       |
| Ashante „Thee” Adonis i Cedric Alexander | SmackDown              | NXT                | 9 lipca 2024         | Męski tag team |
| Lillian Garcia                           | Wolna agentka          | Raw                | 21 października 2024 | Spikerka       |

## Okno transferowe
Podczas odcinka SmackDown emitowanego 6 grudnia, w ramach przygotowań do przeniesienia Raw na platformę Netflix 6 stycznia 2025 roku, WWE ogłosiło okno transferowe, w trakcie którego menadżerowie generalni Raw, SmackDown i NXT będą mogli wymieniać się wrestlerami. Okienko transferowe zakończyło się podczas weekendu Royal Rumble 2025.
| Zawodnik                                                                         | Brand przed transferem | Brand po transferze | Data             | Rola                    |
| -------------------------------------------------------------------------------- | ---------------------- | ------------------- | ---------------- | ----------------------- |
| Braun Strowman                                                                   | Raw                    | SmackDown           | 13 grudnia 2024  | Wrestler                |
| Logan Paul                                                                       | SmackDown              | Raw                 | 18 grudnia 2024  | Wrestler                |
| Alicia Taylor                                                                    | SmackDown              | Raw                 | 2 stycznia 2025  | Zeńskie spikerki        |
| Lillian Garcia                                                                   | Raw                    | SmackDown           | 2 stycznia 2025  | Zeńskie spikerki        |
| Michael Cole                                                                     | SmackDown              | Raw                 | 6 stycznia 2025  | Komentator Play-by-play |
| Corey Graves                                                                     | SmackDown              | NXT                 | 7 stycznia 2025  | Kommentator             |
| Joe Tessitore                                                                    | Raw                    | SmackDown           | 10 stycznia 2025 | Komentator Play-by-play |
| Wade Barrett                                                                     | Raw                    | SmackDown           | 10 stycznia 2025 | Kommentator             |
| The Wyatt Sicks (Uncle Howdy, Erick Rowan, Dexter Lumis, Joe Gacy i Nikki Cross) | Raw                    | SmackDown           | 13 stycznia 2025 | Mieszana stajnia        |
| Bayley                                                                           | SmackDown              | Raw                 | 20 stycznia 2025 | Wrestlerka              |
| The Miz                                                                          | Raw                    | SmackDown           | 24 stycznia 2025 | Wrestler                |
| Damian Priest                                                                    | Raw                    | SmackDown           | 24 stycznia 2025 | Wrestler                |
| A-Town Down Under (Austin Theory i Grayson Waller)                               | SmackDown              | Raw                 | 24 stycznia 2025 | Męski tag team          |
| Zelina Vega                                                                      | Raw                    | SmackDown           | 27 stycznia 2025 | Wrestlerka              |
| R-Truth                                                                          | Raw                    | SmackDown           | 31 stycznia 2025 | Wrestler                |
| Drew McIntyre                                                                    | Raw                    | SmackDown           | 7 lutego 2025    | Wrestler                |
| Katana Chance i Kayden Carter                                                    | Raw                    | SmackDown           | 7 lutego 2025    | Żeński tag team         |